# Millie Small
Millicent Small, detta Millie (Parrocchia di Clarendon, 6 ottobre 1947 – Londra, 5 maggio 2020), è stata una cantante giamaicana.
Conosciuta per il suo successo internazionale My Boy Lollipop (1964),
Millie Small fu la prima star musicale internazionale dei Caraibi e la sua interprete femminile di maggior successo.

## Biografia
Millie Small nacque il 6 ottobre 1946 nella contea di Clarendon, in Giamaica. Avviò la carriera di cantante quando era ancora adolescente, diventando una delle primissime cantanti donne ska della contea di Clarendon. Dopo aver registrato con i Roy & Millie il successo We'll Meet (1962), venne scoperta dal fondatore della Island Records Chris Blackwell, che la portò in Inghilterra sul finire del 1963.
Nel 1964 pubblicò My Boy Lollipop. Primo grande successo edito dalla Island e tra i massimi successi del genere ska, la canzone raggiunse la posizione numero due nelle classifiche di Regno Unito e Stati Uniti, vendette oltre sette milioni di copie in tutto il mondo e fu inserita in numerosi film e pubblicità. La sua voce acutissima e bambinesca, ispirata a quella di Shirley Goodman, le fece guadagnare sin da subito la reputazione di cantante di novelty song. La sua Sweet William, pubblicata nello stesso anno, raggiunse la Top 40.
Alla scadenza del contratto con la Island, Millie Small venne scritturata dalla Trojan. Per l'etichetta giamaicana, l'artista pubblicò Time Will Tell (1970) che si discostava dalla vivacità della sua prima produzione per abbracciare uno stile più maturo. L'artista abbandonò la carriera musicale nei primi anni settanta.
Millie Small morì a Londra nel maggio del 2020 per un ictus. La notizia fu data dall'amico Blackwell. Da qualche tempo risiedeva nella capitale britannica, dopo aver vissuto per anni a Singapore e in Nuova Zelanda.

## Vita privata
Millie Small fu sentimentalmente legata per qualche tempo a Peter Asher del duo Peter and Gordon. Ebbe una figlia. 

## Discografia

### Album in studio
- 1964 – My Boy Lollipop
- 1964 – More Millie
- 1964 – The Most Of Millie (And The Boys)
- 1966 – Sings Fats Domino
- 1970 – Time Will Tell

### Singolo
- 1963 – Don't You Know
- 1964 – My Boy Lollipop
- 1964 – Sweet William
- 1964 – I Love the Way You Love
- 1965 – I've Fallen in Love with a Snowman
- 1965 – See You Later, Alligator
- 1965 – My Street
- 1965 – Bloodshot Eyes
- 1966 – My Street
- 1966 – Killer Joe
- 1967 – You Better Forget
- 1967 – Chicken Feed
- 1968 – When I Dance with You
- 1969 – My Love and I
- 1969 – Readin' Writin' Arithmetic
- 1970 – Mayfair

### Compilation
- 1967 – The Best of Millie Small
- 1994 – My Boy Lollipop and 31 Other Songs